# Tech 3
Red Bull KTM Tech 3 is een motorsportteam dat uitkomt in de MotoGP-klasse van het wereldkampioenschap wegrace. Het team neemt ook deel aan de Moto3-klasse onder de naam Red Bull KTM Tech 3. 
Het team werd opgericht door voormalig coureur Herve Poncharal, monteur Guy Coulon en Bernard Martignac en begon in 1990 in de 250cc-klasse op Honda en Suzuki motorfietsen. In 1999 werd het team fabrieksteam voor Yamaha en een jaar later werden de coureurs Olivier Jacque en Shinya Nakano respectievelijk eerste en tweede in de 250cc-klasse van het wereldkampioenschap.
In 2000 stapte het team over naar de MotoGP-klasse, met wederom Jacque en Nakano op een Yamaha YZR500, en werd hierin het satellietteam, wat het tegenwoordig nog steeds is. In 2013 rijden Cal Crutchlow en Bradley Smith voor het Tech 3 team.